# Hainspitz
Hainspitz ist eine Gemeinde im Saale-Holzland-Kreis im Osten Thüringens. Erfüllende Gemeinde ist die Kreisstadt Eisenberg.

## Geografie
Hainspitz liegt im östlichen Saale-Holzland-Kreis ca. 5 km westlich der Kreisstadt Eisenberg. Der Ort gliedert sich in die Ortsteile Kirchdorf, Seedorf und Norddorf/Gewerbegebiet. Die Gemarkung befindet sich an einem Quellast der Wethau.
Durch den Ort verläuft die Bundesstraße 7 die von Rochlitz in Sachsen nach Düsseldorf in Nordrhein-Westfalen führt. Über die B 7 ist Hainspitz an die naheliegende Bundesautobahn 9, Anschlussstelle Eisenberg/Thüringen angebunden. Neun Kilometer südlich des Ortes liegt das Hermsdorfer Kreuz, wo sich die A 4 und die A 9 kreuzen.
Südöstlich von Hainspitz befindet sich eine 125 Hektar große Naturwaldparzelle des Freistaates. Hier wird unter anderem erforscht, wie sich Wälder ohne Eingriff des Menschen entwickeln.

## Geschichte

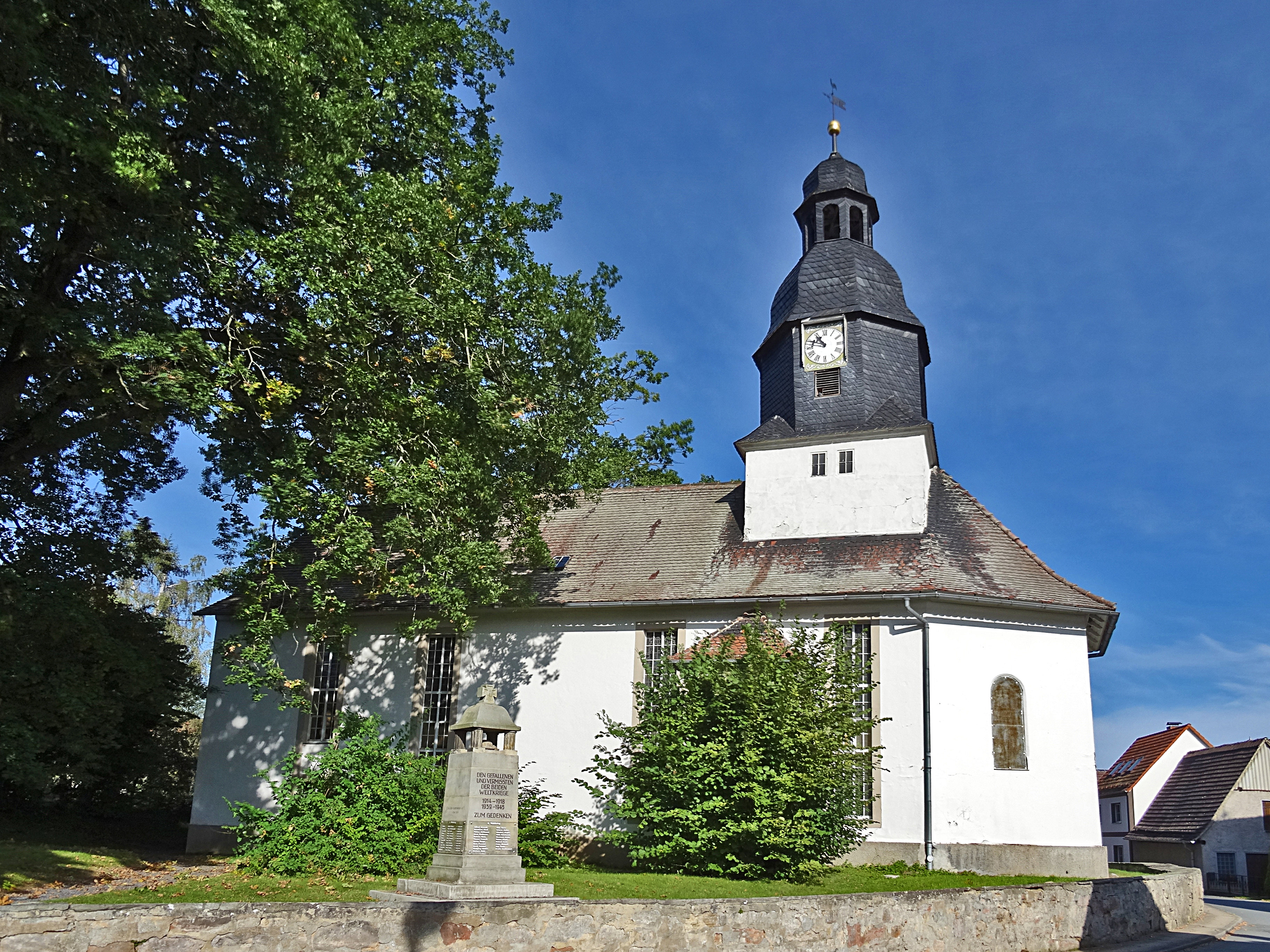
Dorfkirche Hainspitz

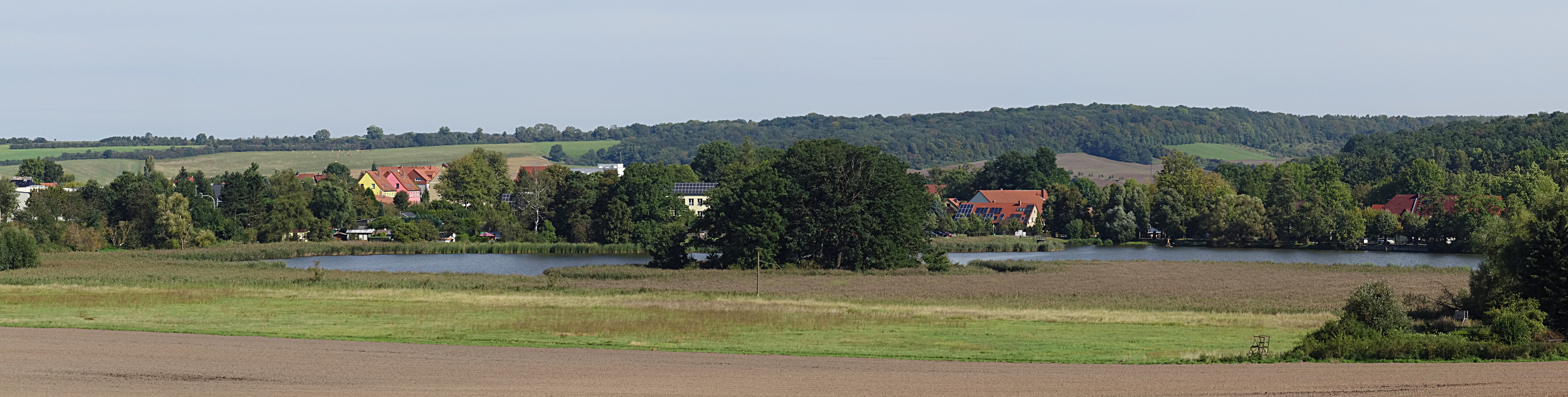
Hainspitz und Hainspitzer See

### Ursprünge
Hainspitz wird erstmals am 28. März 1220 erwähnt, stammt aber vermutlich schon aus der Sorbenzeit um 900. Im Dreißigjährigen Krieg wurde der Ort 1636 durch die Schweden fast völlig niedergebrannt. Nur die im 12. Jahrhundert erbaute Kirche und ein Wohnhaus blieben verschont. Auf den Ruinen der alten Wasserburg der Herren von Hain entstand ein Rittergut, das den Herren von Plaussig vor 1642, dann fiel es an den Lehnsherrn zurück und war bis 1644 Kammergut, danach erwarb es 1644 Hans Ernst von Jagemann. Im 18. Jahrhundert kam es an die Münchhausen aus Vahlberg bei Wolfenbüttel. Nach Kriegsende wurde der letzte Gutsbesitzer, Dr. Julius Clemens Schmidt aus Leipzig-Plagwitz, enteignet. Das Gutsland wurde unter den Neubauern und den Einheimischen aufgeteilt. Das Herrenhaus wurde nach 1945 abgerissen. Die Wirtschaftsgebäude und der Park sind noch erhalten. Nach der Wende 1990 wurden die enteigneten Flächen der Verwaltung der Treuhand unterstellt. 
Der Ort gehörte zum wettinischen Kreisamt Eisenberg, welches aufgrund mehrerer Teilungen im Lauf seines Bestehens unter der Hoheit verschiedener Ernestinischer Herzogtümer stand. 1826 kam der Ort mit dem Südteil des Kreisamts Eisenberg und der Stadt Eisenberg vom Herzogtum Sachsen-Gotha-Altenburg zum Herzogtum Sachsen-Altenburg. Ab 1920 gehörte er zum Freistaat Thüringen.
→ Siehe auch Dorfkirche Hainspitz
Häftlinge des KZ Buchenwald schleppten sich auf einem Todesmarsch im April 1945 auf der B 7 durch Hainspitz, wobei aufgrund des Terrors der SS-Mannschaften 43 Tote zurückblieben. Sie wurden in Bürgel, Thalbürgel, Gniebsdorf, Rodigast, Taupadel, Droschka und Eisenberg begraben.

### Einwohnerentwicklung
Die Einwohnerentwicklung von Hainspitz ist in der folgenden Tabelle dargestellt:
| Jahr       | Einwohner |
| ---------- | --------- |
| 31.12.1994 | 820       |
| 31.12.1995 | 814       |
| 31.12.1996 | 844       |
| 31.12.1997 | 809       |
| 31.12.1998 | 908       |
| 31.12.1999 | 889       |
| 31.12.2000 | 796       |
| 31.12.2001 | 805       |
| 31.12.2002 | 777       |
| 31.12.2003 | 759       |

| Jahr       | Einwohner |
| ---------- | --------- |
| 31.12.2004 | 744       |
| 31.12.2005 | 725       |
| 31.12.2006 | 732       |
| 31.12.2007 | 706       |
| 31.12.2008 | 695       |
| 31.12.2009 | 707       |
| 31.12.2010 | 718       |
| 31.12.2011 | 668       |
| 31.12.2012 | 663       |
| 31.12.2013 | 653       |

| Jahr       | Einwohner |
| ---------- | --------- |
| 31.12.2014 | 638       |
| 31.12.2015 | 641       |
| 31.12.2016 | 650       |
| 31.12.2017 | 627       |
| 31.12.2018 | 641       |
| 31.12.2019 | 658       |
| 31.12.2020 | 670       |
| 31.12.2021 | 677       |
| 31.12.2022 | 571       |
| 31.12.2023 | 547       |

| Jahr       | Einwohner |
| ---------- | --------- |
| 31.12.2024 | 554       |

## Politik
Bürgermeister seit der Wende:
- 12. Juni 1994: Bernd Heinecke (CDU) mit 71,7 %
- 13. Juni 1999: Bernd Heinecke (AL HS) mit 79,3 %
- 27. Juni 2004: Bernd Heinecke (Alternative Liste) mit 64,6 %
- 6. Juni 2010: Bernd Heinecke (Alternative Liste) mit 89,0 %
- 5. Juni 2016: Jörg Lehmann (Alternative Liste) mit 95,1 %
- 12. Juni 2022: Jörg Lehmann (Alternative Liste) mit 99,3 %

## Wirtschaft und Infrastruktur
Hainspitz ist ein landwirtschaftlich geprägter Ort mit dörflichen Siedlungsstrukturen. Hainspitz verfügt über Einrichtungen der Altenpflege, eine Tagesstätte für Senioren, einen Ableger eines international tätigen Spezialmaschinenbauers sowie kleinere Unternehmen der Dienstleistungsbranche und Handwerksbetriebe. Daneben gibt es ein Gasthaus und ein Eiscafé. Mit der Astenhof Frischgeflügel Produktions- und Handels GmbH betreibt die Sprehe-Gruppe einen Großbetrieb zur Geflügelschlachtung.

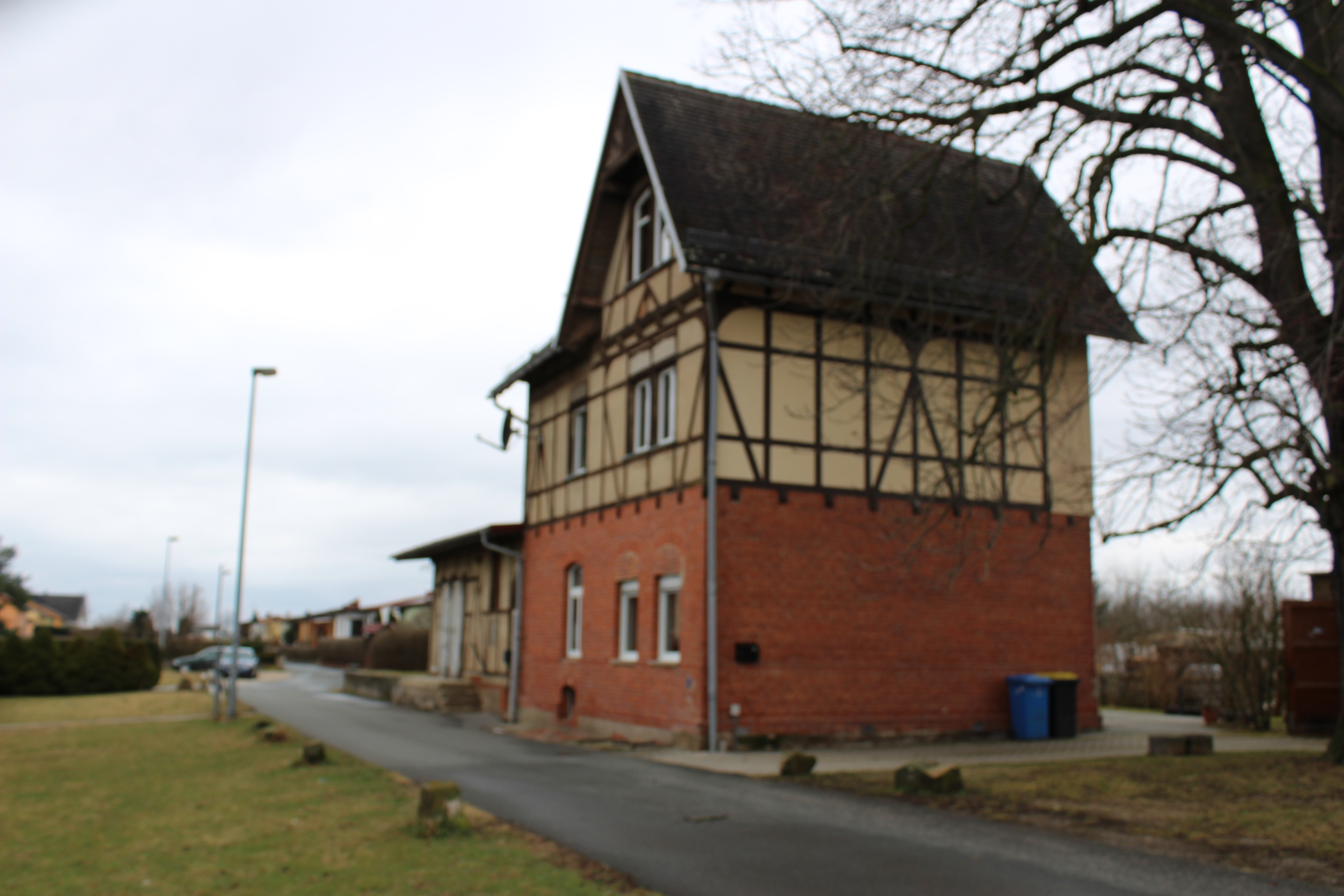
Ehemaliger Haltepunkt Hainspitz (2018)

1905 wurde die Verlängerung Eisenberg–Porstendorf der Bahnstrecke Crossen an der Elster–Porstendorf eröffnet. Hainspitz erhielt damit einen Bahn-Haltepunkt, der aber 1969 mit der Streckenstilllegung aufgelassen wurde.

## Sehenswürdigkeiten

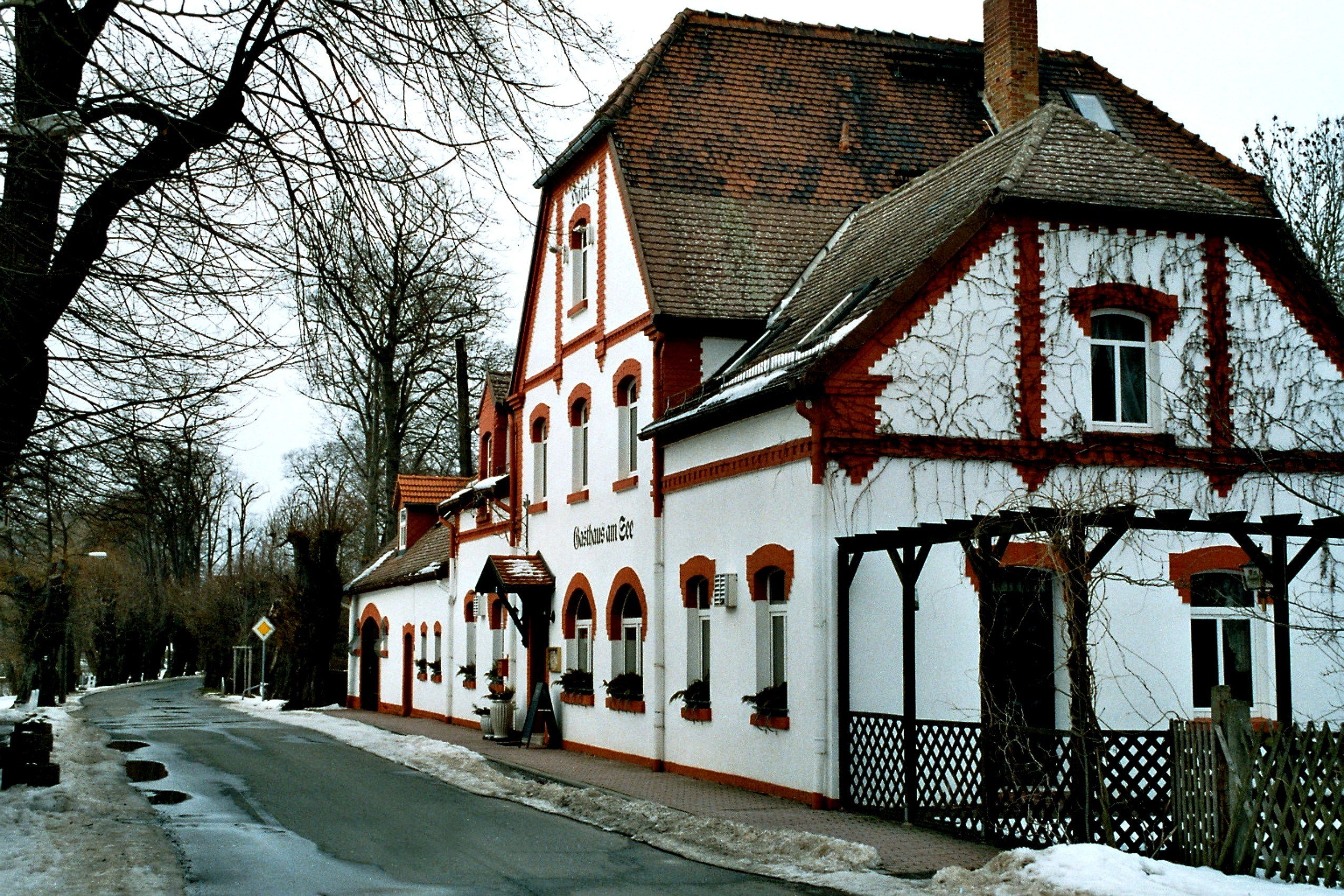
Gaststätte am See

- Hainspitzer See mit Forschungsstelle der Friedrich-Schiller-Universität Jena und Gaststätte
- Kirche
- Gutspark
- Wasserburg Hainspitz

## Söhne und Töchter der Gemeinde
- Rolf Martin (1922–1999), General der Nationalen Volksarmee
- Friedrich Ludwig von Münchhausen (1758–1827), 1809–1814 Maire (Bürgermeister) von Braunschweig